# Honey and Clover
Honey and Clover (ハチミツとクローバー, Hachimitsu to kurōbā, abrégé en HachiKuro, littéralement « miel et trèfle ») est un josei manga de Chika Umino. Il a été prépublié entre 2000 et 2006 dans les magazines CUTiEcomic, Young YOU, et Chorus, et a été compilé en un total de dix volumes. La version française est éditée en intégralité par Kana.
Une adaptation en série télévisée d'animation produite par le studio J.C. Staff a été diffusée au Japon sur Fuji TV : la première saison de 26 épisodes entre avril et septembre 2005 et la seconde saison de 12 épisodes entre juin et septembre 2006. Elle est éditée en DVD dans les pays et régions francophones par Kazé. Un film live est sorti en juillet 2006, ainsi qu'un drama de 11 épisodes en 2008,.
Le manga a reçu le prix du manga Kōdansha dans la catégorie Shōjo en 2003, partagé avec Kimi Wa Pet de Yayoi Ogawa.

## Synopsis
Honey and Clover narre l'histoire d'un groupe de jeunes adultes en école d'arts ou entrant dans la vie active à la sortie de cette école, groupe qui se voit quelque peu bouleversé par l'arrivée d'une jeune artiste prodige et réservée, d'allure enfantine, Hagu. Morita et Takemoto en seront particulièrement affectés, tombant sous le charme du talent et de la personnalité de la jeune fille.
L'histoire suit les destins croisés de tous ces personnages, leurs amours souvent impossibles, l'évolution de leurs buts, de leur perception du monde, leurs amitiés…

## Personnages principaux
Leur âge au début de la série est précisé à côté de leur nom.
- Hagumi Hanamoto (はぐみ 花本?, 18 ans) : Génie des arts élevée dans un milieu très rural, Hagu déboule dans la vie de cette bande de copains, bouleversant les relations. Son apparence et son comportement sont ceux d'un enfant et elle est de ce fait surprotégée par Hanamoto (Shuu-chan). Au début de l'anime, elle entre en première année et touche à tous les arts.
- Yūta Takemoto (裕太 竹本?, 19 ans) : Takemoto est un étudiant en troisième année d'architecture. Il est très habile dans ses constructions mais également très maladroit. Il a le coup de foudre pour Hagu dès leur première rencontre.
- Shinobu Morita (忍 森田?, 24 ans) : Élève-sculpteur de génie, et par conséquent souvent imprévisible, il est surtout connu dans l'école pour avoir redoublé 5 fois, n'arrivant pas à se réveiller pour les examens. Il est très attiré par l'argent, mais semble aussi amoureux de Hagu.
- Takumi Mayama (巧 真山?, 21 ans) : Le sérieux du groupe. Amoureux de Rika. Il adore Yamada mais ne peut pas trop s'en approcher car elle lui rappelle de douloureux sentiments…
- Ayumi Yamada (あゆみ 山田?, 21 ans) : Amoureuse de Mayama, mais ça n'est, malheureusement pour elle, pas réciproque.
- Shūji Hanamoto (修司 花本?) : Professeur, cousin surprotecteur de Hagumi. Il est très proche de Rika qui est, en quelque sorte sa meilleure amie…
- Rika Harada (理花 原田?) : Directrice d'une petite entreprise de design. Partiellement infirme depuis un accident de voiture qui a couté la vie à son mari. Elle ne sait pas comment être tout simplement avec Mayama à cause de son mari disparu…
- Takumi Nomiya (匠 野宮?) : Il est amoureux de Yamada et est particulièrement gentil mais sait aussi être mesquin.

## Manga

### Fiche technique
- Auteur : Chika Umino
- Édition japonaise : Shūeisha
  - Nombre de volumes disponibles : 10 (série terminée)
  - Prépublié dans : CUTiEcomic de juin 2000 à juillet 2001 (14 chapitres) puis dans Young YOU
  - Première parution : janvier 2001
- Édition française : Kana
  - Nombre de volumes disponibles : 10 (série terminée)
  - Première parution : mars 2007

### Liste des volumes
| no                                      | Japonais         | Japonais      | Français         | Français          |
| no                                      | Date de sortie   | ISBN          | Date de sortie   | ISBN              |
| --------------------------------------- | ---------------- | ------------- | ---------------- | ----------------- |
| 1                                       | 19 août 2002     | 4-08-865079-4 | 2 mars 2007      | 978-2-5050-0093-8 |
| Liste des chapitres : Chapitres 1 à 9   |                  |               |                  |                   |
| 2                                       | 19 août 2002     | 4-08-865080-8 | 6 avril 2007     | 978-2-5050-0083-9 |
| Liste des chapitres : Chapitres 10 à 15 |                  |               |                  |                   |
| 3                                       | 17 janvier 2003  | 4-08-865107-3 | 1er juin 2007    | 978-2-5050-0110-2 |
| Liste des chapitres : Chapitres 16 à 21 |                  |               |                  |                   |
| 4                                       | 19 février 2003  | 4-08-865111-1 | 24 août 2007     | 978-2-5050-0163-8 |
| Liste des chapitres : Chapitres 22 à 28 |                  |               |                  |                   |
| 5                                       | 19 août 2003     | 4-08-865139-1 | 5 octobre 2007   | 978-2-5050-0186-7 |
| Liste des chapitres : Chapitres 29 à 34 |                  |               |                  |                   |
| 6                                       | 19 mai 2004      | 4-08-865203-7 | 7 décembre 2007  | 978-2-5050-0203-1 |
| Liste des chapitres : Chapitres 35 à 40 |                  |               |                  |                   |
| 7                                       | 18 mars 2005     | 4-08-865273-8 | 1er février 2008 | 978-2-5050-0275-8 |
| Liste des chapitres : Chapitres 41 à 46 |                  |               |                  |                   |
| 8                                       | 19 juillet 2005  | 4-08-865297-5 | 4 avril 2008     | 978-2-5050-0293-2 |
| Liste des chapitres : Chapitres 47 à 53 |                  |               |                  |                   |
| 9                                       | 14 juillet 2006  | 4-08-865352-1 | 6 juin 2008      | 978-2-5050-0304-5 |
| Liste des chapitres : Chapitres 54 à 60 |                  |               |                  |                   |
| 10                                      | 8 septembre 2006 | 4-08-865358-0 | 22 août 2008     | 978-2-5050-0373-1 |
| Liste des chapitres : Chapitres 61 à 64 |                  |               |                  |                   |

## Anime
Les titres des épisodes des deux saisons de l'anime sont constitués de 2 parties : une citation, suivie d'une description, à l'exception du premier épisode de chaque saison, constitués seulement d'une citation. Dans les listes ci-dessous, les citations, très longues et peu descriptives sans avoir vu l'épisode, ont été omises, hormis ces deux exceptions.

### Fiche technique

#### Saison 1
- Nombre d'épisodes : 24 + 2 OAV en DVD
- Durée : 25 minutes
- Première diffusion au Japon : 14 avril 2005, sur Fuji TV
- Réalisateur : Kenichi Kasai
- Auteur : Yōsuke Kuroda (script)
- Character designer : Hidekazu Shimamura
- Studio d'animation : J.C. Staff
- Produit par : GENCO, Shūeisha, Fuji TV
- Statut : Fin de première diffusion le 30 septembre 2005

2 épisodes spéciaux ont été diffusés sur DVD le 23 décembre 2005 et le 24 février 2006.

#### Saison 2
- Nombre d'épisodes : 12 épisodes
- Durée : 25 minutes
- Première diffusion au Japon : 29 juin 2006, sur Fuji TV, Kansai TV, Tōkai TV
- Réalisateur : Tatsuyuki Nagai
- Auteur : Yōsuke Kuroda (script)
- Character designer : Hidekazu Shimamura, Shuichi Shimamura
- Studio d'animation : J.C. Staff
- Produit par : GENCO, Shūeisha, Fuji TV
- Statut : Fin de première diffusion le 21 septembre 2006

### Liste des épisodes
| No | Titre français                                                   | Titre japonais                                                                                    | Titre japonais                                                                                                 | Date de 1re diffusion |
| No | Titre français                                                   | Kanji                                                                                             | Rōmaji | Date de 1re diffusion |
| -- | ---------------------------------------------------------------- | ------------------------------------------------------------------------------------------------- | --- | --------------------- |
| 1  | J'ai aperçu l'instant où deux personnes sont tombées amoureuses. | ... ...人が恋に落ちる瞬間を初めて見てしまった.まいったな... ...                                   | ... ...Hito ga koi ni ochiru shunkan o hajimete mite shimatta. Maitta na... ...                                | 14 avril 2005         |
| 2  | Deux amours se mettent en marche.                                | はぐちゃんを見て少し、焦った... ...っていうか / 2つの恋が回り出す                                 | Hagu-chan o mite sukoshi, asetta... ...tteiuka / Futatsu no koi ga mawaridasu                                  | 21 avril 2005         |
| 3  | Deux amours sans retour.                                         | あのさ、お前.なんで俺なんだ? / それは2つの片思い                                                  | Ano sa, omae. Nande ore nanda? / Sore wa futatsu no kataomoi                                                   | 28 avril 2005         |
| 4  | Elle et lui sont ébranlés.                                       | ホントはあんま好きじゃない.クリスマス... ... / 彼と彼女が揺れ動く                                 | Honto wa anma suki janai. Christmas... ... / Kare to kanojo ga yureugoku                                       | 5 mai 2005            |
| 5  | Je pense à ma mère, là-bas.                                      | うん... ... ...ただいま... ... / 故郷の母を想う                                                   | Un... ... ...Tadaima... ... / Kokyō no haha o omou                                                             | 12 mai 2005           |
| 6  | Passé, larmes, déclaration et...                                 | ... ...なあ山田、なんで俺なんか好きになっちまったんだよ / 過去と涙と告白と                        | ... ...Naa Yamada, nande ore nanka suki ni natchimattandayo / Kako to namida to kokuhaku to                    | 19 mai 2005           |
| 7  | Nous cherchons un miracle.                                       | はぐ、一緒に行こう / 僕たちは奇跡を探す                                                           | Hagu, issho ni ikō / Bokutachi wa kiseki o sagasu                                                              | 26 mai 2005           |
| 8  | Je ne peux pas t'ignorer.                                        | ああ... ...遠いなぁ... ... / 君を放っておけなくて                                                 | Aa... ...tōinā... ... / Kimi o hōtte okenakute                                                                 | 2 juin 2005           |
| 9  | Cette broche est trop lourde.                                    | 彼女は気付いただろうか? なぜオレは教えないんだろうか? / そのブローチが重たくて                    | Kanojo wa kizuita darōka? Naze ore wa oshienaindarōka? / Sono burōchi ga omotakute                             | 9 juin 2005           |
| 10 | Nous traversons le ciel.                                         | ... ...そんな簡単に放り出していいもんじゃないだろ... ... / 僕たちは空を横切る                     | ... ...Sonna kantan ni hōri dashitemo iimon janaidaro... ... / Bokutachi wa sora o yokogiru                    | 23 juin 2005          |
| 11 | Dans la tourmente de l'amour.                                    | た... ...楽しくなかった... ... / 恋に振り回されて                                                 | Ta... ...Tanoshiku nakatta... ... / Koi ni furimawasarete                                                      | 30 juin 2005          |
| 12 | Le baiser brusque et la soudaine séparation.                     | バッカヤロウ.何考えてんだよ! / 突然のキス、唐突な別れ                                             | Bakkayarō, nani kangaetendayo! / Totsuzen no kisu, tōtotsu na wakare                                           | 7 juillet 2005        |
| L  | Faire face à la légende.                                         | 僕たちは、伝説と向き合う... ... / ローマイヤ先輩SPECIALはこんなお話                               | Bokutachi wa, densetsu to mukiau... ... / Rōmaiya-senpai SPECIAL wa konna ohanashi                             | Non diffusé           |
| 13 | Je voulais juste entendre ce mot.                                | ... ...彼女に... ...僕はいったい、どんな答えを期待していたんだろう / その、たった一言がききたくて | ... ...Kanojo ni ... ...Boku wa ittai, donna kotae o kitai shite itandarō / Sono, tatta hitokoto ga kikitakute | 14 juillet 2005       |
| 14 | Je l'ai touchée dans mes rêves.                                  | 夢の中で、彼女に逢った... ... / 夢の中で、彼女に触れた                                            | Yume no naka de, kanojo ni atta... ... / Yume no naka de, kanojo ni fureta                                     | 21 juillet 2005       |
| 15 | La course folle du grand lâche.                                  | ... ...理花さん.オレをまた原田デザインで使ってもらえますか? / 卑怯な僕が、走り出す                | ... ...Rika-san. Ore o mata Harada Dezain de tsukatte moraemasuka? / Hikyō na boku ga, hashiridasu             | 28 juillet 2005       |
| 16 | L'appel de la lune.                                              | 3つめの答えを、僕は、口にしない... ... / 月が彼女を呼んでいる                                     | Mittsume no kotae o, boku wa, kuchi ni shinai... ... / Tsuki ga kanojo o yonde iru                             | 4 août 2005           |
| 17 | Je ne comprends pas.                                             | オレに無いのは、目的地なんだ... ... / 自分の気持ちも分からない                                    | Ore ni nai no wa, mokutekichi nanda... ... / Jibun no kimochi mo wakaranai                                     | 11 août 2005          |
| 18 | Le retour.                                                       | 森田さんが戻って来たら... ... 彼女は? そして... ... / あの人が帰ってきた                          | Morita-san ga modotte kitara... ... Kanojo wa? Soshite... / Ano hito ga kaette kita                            | 18 août 2005          |
| F  | Le King de la mode..                                             | キミが、お洒落番長 / 藤原デザイン事務所SPECIALはこんなお話                                        | Kimi ga, oshare banchō / Fujiwara Dezain SPECIAL wa konna ohanashi                                             | Non diffusé           |
| 19 | Le réveil du temps.                                              | こうやっていつも、真山は私を見失う / 止まった時間が動き出す                                       | Kōyatte itsumo, Mayama wa watashi o miushinau / Tomatta jikan ga ugokidasu                                     | 25 août 2005          |
| 20 | Prière à la lune.                                                | それをケアすんのがアンタの役目だろう! / 夜空に浮かぶ月に祈る                                      | Sore o kea sunno ga anta no yakume darō! / Yozora ni ukabu tsuki ni inoru                                      | 1er septembre 2005    |
| 21 | La peur me tenait.                                               | ... ...空っぽだ... ...                                                                            | ... ...Karappo da... ...                                                                                       | 8 septembre 2005      |
| 22 | Comme une fleur sous la pluie.                                   | ... ...トンネルを抜けるととてもキレイな所に出た                                                   | ... ...Tonneru o nukeru to totemo kirei na tokoro ni deta                                                      | 15 septembre 2005     |
| 23 | Je m'élance dans ma course.                                      | ... ...そして、僕はもう一度走り出す... ...                                                        | ... ...Soshite, boku wa mō ichido hashiridasu... ...                                                           | 22 septembre 2005     |
| 24 | La grande roue ne s'arrête jamais.                               | ... ...ついた                                                                                     | ... ...Tsuita                                                                                                  | 29 septembre 2005     |

| No | Titre français                             | Titre japonais                                                                                     | Titre japonais | Date de 1re diffusion |
| No | Titre français                             | Kanji                                                                                              | Rōmaji | Date de 1re diffusion |
| -- | ------------------------------------------ | -------------------------------------------------------------------------------------------------- | --- | --------------------- |
| 1  | … …Et puis, nous recommençons à tourner… … | ... ...そして、僕たちは再び回り始める... ...                                                       | ... ...Soshite, bokutachi wa futatabi mawari hajimeru... ...                                                                   | 29 juin 2006          |
| 2  | Je ne peux le dire, bien que je le veuille | ... ...でも、そうでもしなきゃ思い知れないんなら、行くがいいさ... ... / 言いたくても言えなくて      | ... ...Demo, sōdemo shinakya omoishirenainnara, iku ga ii sa... ... / Iitakutemo ienakute                                      | 6 juillet 2006        |
| 3  | Je ne veux pas voir tes larmes             | 信じらんねぇ... ...9時間かかんだぞ... ...! / 君の涙を見たくない                                    | Shinjirannē... ...Ku jikan kakan dazo... ...! / Kimi no namida o mitakunai                                                     | 13 juillet 2006       |
| 4  | Je ne te laisserais pas aller quelque part | に耐えきれなくなったのは俺だった.気付いてはいたんだ... ... / あなたをどこにも行かせない            | Saki ni taekirenakunatta no wa ore datta. Kizuite wa itanda... ... / Anata o doko ni mo ikasenai                               | 20 juillet 2006       |
| 5  | Heureux et pourtant en souffrance          | そう、彼は... ...優しくしあうことを許されたのだ... ... / 嬉しいのに苦しくて                        | Sō, kare wa... ...yasashiku shiau koto o yurusaretanoda... ... / Ureshii noni kurushikute                                      | 27 juillet 2006       |
| 6  | Nous ne serons pas allés à la mer          | ... ...口にしてはダメ... ...、私には、それを奪う権利はない... ... / 僕たちは、海に行く事はなかった | ... ...Kuchi ni shite wa dame... ... Watashi ni wa, sore o ubau kenri wa nai... ... / Bokutachi wa, umi ni iku koto wa nakatta | 3 août 2006           |
| 7  | En avant, vers la lumière                  | ... ...あのときのことが、目に焼き付いて離れない... ... / 前に、光の差す方向に                      | ... ...Ano toki no koto ga, me ni yakitsuite hanarenai... ... / Mae ni, hikari no sasu hōkō ni                                 | 10 août 2006          |
| 8  | Nous n'avions pas idée                     | ... ...僕は、なにも知らなかった. / 僕たちは、なにも知らなかった                                    | ... ...Boku wa, nani mo shiranakatta / Bokutachi wa, nani mo shiranakatta                                                      | 17 août 2006          |
| 9  | Je réfléchissais sur mon impuissance       | ... ...ああ、神様... ...どうか、彼女を... ... / 自分の無力を噛み締める                             | ... ...Aa, kami-sama... ... dōka, kanojo o... ... / Jibun no muryoku o kamishimeru                                             | 24 août 2006          |
| 10 | J'ai vu Dieu une fois quand j'étais petite | ... ...どこ、行っちゃってるのよ、バカ... ... / 小さい頃、一度だけ神様を見た                        | ... ...Doko, itchatterunoyo, baka... ... / Chiisai koro, ichido dake kami-sama o mita                                          | 31 août 2006          |
| 11 | Ta vie, donne-la-moi s'il te plaît         | ... ...私から、絵を描くことを、奪わないでください... ... / あなたの人生を、私にください            | ... ...Watashi kara, e o kaku koto o, ubawanai de kudasai... ... / Anata no jinsei o, watashi ni kudasai                       | 7 septembre 2006      |
| 12 | Avec du miel et des trèfles                | ... ...時が過ぎて、何もかもが思い出になる日はきっと来る / ハチミツとクローバーと                   | ... ...Toki ga sugite, nani mo kamo ga omoide ni naru hi wa kitto kuru / Hachimitsu to kurōbā to                               | 14 septembre 2006     |

### Musiques

#### Génériques
| Générique | Épisodes          | Début      | Début   | Fin     | Fin                  |
| Générique | Épisodes          | Titre      | Artiste | Titre   | Artiste              |
| --------- | ----------------- | ---------- | ------- | ------- | -------------------- |
| 1         | 1 – 12, 24        | Dramatic   | YUKI    | Waltz   | SuneoHair            |
| 2         | 13 - 23           | Dramatic   | YUKI    | Mistake | THE BAND HAS NO NAME |
| 3         | Saison 2 : 1 - 12 | Fugainaiya | YUKI    | Split   | SuneoHair            |

#### Chansons
- Épisode 1 : Hachimitsu (ハチミツ?) par Spitz (groupe)
- Épisode 2 : Hachigatsu no serenade (８月のセレナーデ?) par Suga Shikao
- Épisode 3 : Tsuki to knife (月とナイフ?) par Suga Shikao
- Épisode 4 : Nami Hikari (波光?) par Suga Shikao
- Épisode 7 : Tamagawa (多摩川?) par SPITZ
- Épisode 10 : Sakana (魚?) par SPITZ
- Épisode 13 : Sorosoro ikanakucha (そろそろいかなくちゃ?) par Suga Shikao
- Épisode 14 : Y par SPITZ
- Épisode 15 : Yoru wo kakeru (夜を駆ける?) par SPITZ
- Épisode 18 : Yubikiri (ユビキリ?) par Suga Shikao
- Épisode 19 : Ougon no tsuki (黄金の月?) par Suga Shikao
- Épisode 22 : Tsuki ni kaeru (月に帰る?) par SPITZ
- Épisode 23 : Room 201 par Suga Shikao
- Épisode 24 : Spica (スピカ?) par SPITZ

### Doublage
- Haruka Kudō : Hagumi Hanamoto
- Hiroshi Kamiya : Yūta Takemoto
- Keiji Fujiwara : Shūji Hanamoto
- Kenji Hamada : Takumi Nomiya
- Mikako Takahashi : Ayumi Yamada
- Sayaka Ohara : Rika Harada
- Tomokazu Sugita : Takumi Mayama
- Yuji Ueda : Shinobu Morita

## Adaptations live

### Film en prise de vues réelles
Le film, avec acteurs réels, est sorti le 22 juillet 2006 dans les salles japonaises. Il est réalisé par Masahiro Takada, sur un scénario qu'il a écrit conjointement avec Masahiko Kawahara. La musique, Mahō no kotoba (魔法のコトバ), est signée Spitz (groupe).

### Drama
Une adaptation en drama a été diffusée sur Fuji TV entre le 8 janvier et le 18 mars 2008.

### Documentation
- Lucile Fontaine, « Honey and Clover », dans Manga 10 000 Images n°3, Versailles : Éditions H, septembre 2010, p. 196-197.
- Paul Gravett (dir.), « Les années 2000 : Honey and Clover », dans Les 1001 BD qu'il faut avoir lues dans sa vie, Flammarion, 2012 (ISBN 2081277735), p. 734.